# Litanies à la Vierge noire
Les Litanies à la Vierge noire sont une œuvre de musique sacrée de Francis Poulenc composée en 1936 pour chœur de femmes ou d'enfants avec accompagnement d'orgue (ou d'orchestre), inspirée par la Vierge noire de Rocamadour.

## Contexte
À la mort de son père en 1917, Francis Poulenc s'éloigne de l'Église. Mais en 1936, à la suite du choc pour le compositeur de la mort soudaine et violente de son ami Pierre-Octave Ferroud, il renoue avec un certain sentiment religieux. Poulenc confie ainsi que « la décollation atroce de ce musicien si plein de force m'avait frappé de stupeur. Songeant au peu de poids de notre enveloppe humaine, la vie spirituelle m'attirait à nouveau »,. 
C'est dans ce contexte qu'il se rend à Rocamadour, où il est impressionné par l'atmosphère du lieu de pèlerinage. Il décrit notamment dans des entretiens accordés à Claude Rostand : « Précédée d'une cour, toute rose de lauriers en caisse, une bien modeste chapelle, construite à moitié dans le roc, abrite une statue miraculeuse de la Vierge sculptée, selon la tradition, dans un bois noir par saint Amadour, le petit Zachée de l'Évangile, qui dut grimper dans un arbre pour apercevoir le Christ ».  
Inspiré, Poulenc commence le soir même de sa découverte du site la composition des Litanies à la Vierge noire.  

## Présentation
L’œuvre est écrite à Uzerche en une semaine, du 22 au 29 août 1936. Elle est destinée à l'origine à un chœur de femmes ou d'enfants à trois voix avec accompagnement d'orgue,. 
Plus tard, en 1947, Poulenc réalise à Noizay une orchestration (datée « 1er septembre 1947 ») de l'accompagnement, pour orchestre à cordes et timbales,. 
Les Litanies à la Vierge noire sont créées à Londres le 17 novembre 1936 à la BBC, sous la direction de Nadia Boulanger. En France, la première audition est donnée à Paris dans le salon de la princesse de Polignac le 5 février 1937, toujours sous la direction de Nadia Boulanger.
Première œuvre de musique religieuse de Poulenc, cet « absolu petit chef-d’œuvre », avec son « expression directe et naïve de la détresse, du désarroi » et son « affectivité très sûre », est qualifié par la musicologue Claire Delamarche d'« émouvante dans sa pureté innocente, dans sa transparence fervente, dans sa « dévotion paysanne » (l'expression est de Poulenc) ».

## Analyse
Dans la partition, les voix s'inspirent du chant grégorien sans toutefois l'imiter et sont entourées de « fulgurances » à l'orgue ou à l'orchestre. La plupart du temps, le chœur de femmes ou d'enfants et l'orgue se répondent dans un tempo « calme » et des nuances douces. L'écriture de Poulenc use de « couleurs archaïsantes et mystérieuses de quintes enchaînées, de mélodies en forme de mélismes discrets, de modes hésitants, [...] dans un ambitus étroit ».
Après une introduction à l'orgue, la quiétude initiale est parfois troublée par des interventions fortissimo, notamment sur le texte « éleva le sanctuaire ». Renforçant le contraste, la ligne mélodique des sopranos culmine au sol aigu et l'harmonie se charge en dièses.
Dans le texte, le mot « France » est ensuite souligné par un lyrisme nourri qui succède au début syllabique des litanies et prélude à un changement de climat dans les versets suivants, avec l'évocation de la Vierge guerrière qui aide à gagner des batailles. Le tempo s'anime, les nuances soutenues s'affirment.
Après un point d'orgue, l'atmosphère calme du début revient, mais l'harmonie s'enrichit et l'accompagnement de l'orgue devient très contrapuntique. En revanche, le sentiment tonal est plus franc ; on note dans la partition la première armure affichée depuis l'introduction à l'orgue, sol mineur. Les tessitures grandissent, et les instruments et voix s'élèvent vers la lumière.
Enfin, « comme souvent, Poulenc esquive la cadence parfaite finale. L’œuvre s'éteint à l'orgue seul, pianissimo, avec une neuvième  sur la tonique (sol-si bémol-ré-fa-la), conclusive et en même temps ouverte sur l'infini ».
Dans le catalogue des œuvres de Poulenc, la pièce porte le numéro FP 82. La partition est publiée par Durand.
La durée moyenne d'exécution des Litanies à la Vierge noire est de sept minutes environ.

## Discographie sélective
- 1984, Chœurs et Orchestre national de Lyon, Serge Baudo (dir.), Harmonia Mundi
- 1997, Chœur de chambre Accentus, Laurence Equilbey (dir.), Universal Musidisc
- 2013, Orchestre de Paris, Chœur de l'Orchestre de Paris, Paavo Jarvi (dir.), Deutsche Grammophon
- 2023, Ensemble Aedes, Les Siècles, Mathieu Romano (dir.), Aparté